# SMS Csikós
Az SMS Csikós az Osztrák–Magyar Monarchia Huszár-osztályú rombolója. Testvérhajói az SMS Huszár I, SMS Streiter, SMS Wildfang, SMS Scharfschütze, SMS Uskoke, SMS Ulan, SMS Huszár II,  SMS Turul, SMS Pandúr, SMS Réka, SMS Dinara és az SMS Velebit.

## Pályafutása
1908. február 21-én elkezdődött az építése, március 31-én pedig I. Ferenc József császár jóváhagyta a nevét. 1909. január 24-én vízre bocsátották, március 26-án befutott Pólába, november 16-án felszerelték.
1910. február 2-án kifutott Pólából és csatlakozott a hajórajhoz. 1911. január 9-én leszerelték, és nagyjavítást hajtottak vége a teljes gépi berendezésén. 1912-től a Torpedó Flottilla kötelékében szolgált, később tartalékállományba helyezték. 
1914. augusztus 7-én újból szolgálatba állították, és kifutott a Goeben elé. Szeptember 14-én kifutott Pólából és Sebenicoba vezényelték. Október 17-én felderítésen volt Pelagosa és Bari között. Október 18-án befutott Pólába, október 30-án pedig Cattaróba indult. November 2-án Lissa előtt egy ellenséges tengeralattjáróra nyitott tüzet, két nap múlva befutott Cattaróba.
1915. január 6-án tengeralattjárót keresett Sebeniconál, február 14-én részt vett az Antivari elleni akcióban, ahol a szárazföldi ütegek eredménytelenül tüzeltek rá. Február 18-án Pólába vontatta az U5-ös tengeralattjárót. Március 1-jén Antivarinál ellenséges tűzbe került. Április 6-án és 19-én aknakeresést hajtott vége a Drin-öbölben. Április 22-én kifutott Cattaróból Póla felé. Május 1-jén Cattaróba kísérte az U8-as tengeralattjárót vontató Novarát. Május 5-én visszatért Pólába, majd május 24-én részt vett az Ancona elleni bevetésen, ennek során tűz alá vette az ütegeket, a kikötőgátat, a laktanyát és a gyártelepet. Június 8-án Pólától 30 mérföldre nyugatra egy tengeralattjáró torpedót lőtt ki rá, de nem találta el. Július 5-én aknákat keresett Isztria előtt. Július 6-án a Chamaleon aknarakóval támadó aknamezőt telepített a Pó folyó torkolata előtt. Október 13-án tengeralattjárót keresett Rovigno előtt. Október 26-án elrendelték egy ikercsövű torpedóindító állványzat beépítését a tatfedélzetére. December 8-án aknát keresett Póla előtt.
1916-ban a 4 kazánját kisegítő olajégetővel szerelték fel, és 4 tonna fűtőolajkészlet számára alakítottak ki tartályokat. A kazánok tüze nem lett megfelelő, erős volt füstképződés, a hosszabb utakra az olajkészlet nem volt elégséges. Január 18-án egy sérült repülőgép felkutatására futott ki. A gépet meg is találta, de a pilótákat addigra a B2-es brit tengeralattjáró már felszedte. Május 3-án 15 mérföldre Corsini előtt ellenséges torpedónaszádokkal csapott össze. Július 22-e és 27-e között Quarnerolóban hajtott végre aknakeresést. Kiszerelték az olajtüzelő berendezéseket. November 14-én tengeralattjárót keresett Quarnerolóban. Ezután konvojokat kísért.
1917. május 11-én egy légitámadást biztosított, melynek során megütközött öt ellenséges torpedónaszáddal. Június 4-én ismét egy légitámadást biztosított, azután a csónakjaival kimentette az SMS Wildfang hajótöröttjeit. Július 11-én kifutott Pólából Cattaró felé. Augusztus 19-től javítás céljából Polában volt. Szeptember 6-án kifutott Cattaró felé. Szeptember 22-én légitámadást biztosítása közben a Rodon-foknál sérült gépre bukkant, amelyet hazavontatott. November 29-én a Buna torkolata előtt egy ellenséges tengeralattjáró sikertelen torpedótámadást intézett ellene. December 16-án Brindisi ellen volt bevetésen. 
1918. január 16-án a Brindisi és Valona közötti vonalon cirkált. Január 25-én Polába ment. Február 2-án kifutott Cattaró felé. Február 3-án visszaindult Pólába. Február 4. és június 4. között Pólában volt nagyjavításon. Június 10-én őrszolgálatot teljesített Cattaróban. Június 13-án Cattaróból kifutva légitámadás érte, ebben a személyzet 2 tagja megsebesült. Június 17-én kifutott Póla felé. Június 28-án Quarneróban cirkált. Július 1-jén késő este a Balaton és a Csikós a 83F és a 88F torpedónaszádokkal együtt elhagyta Pólát, hogy egy repülőgépekkel végrehajtott Olaszország elleni támadást támogasson. Július 2-án hajnali 3 óra 10 perckor egy 7 olasz rombolóból álló köteléket pillantottak meg maguk mögött. Mivel az olasz rombolók nem voltak olyan pontosak, több találatot kaptak, s így kénytelenek voltak visszavonulni. 2 ember megsebesült. 
Ezután a háború végéig Pólában állomásozott. Ebben az évben még 33 konvojkísérést, egy aknakeresést és egy tengeralattjáró-üldözést hajtott végre.
1920-ban Olaszország kapta meg, ahol szétbontották.